# Journal of the Arnold Arboretum
Journal of the Arnold Arboretum, (abreujat J. Arnold Arbor.), és una revista amb descripcions botàniques que és editada per l'Arnold Arboretum i que n'ha editat 71 volums entre els anys 1920-1990.
Aquest jardí botànic es troba a Jamaica Plain, a l'estat de Massachusetts, que pertany a la Universitat Harvard, amb seu a Cambridge (Massachusetts).
Journal of the Arnold Arboretum va ser establert pel botànic alemany-estatunidenc Alfred Rehder (1863-1949), qui entre 1918 fins al 1940 va ser curador de l'Arnold Arboretum. La revista va ser creada amb un enfocament professional sobre dendrologia, així que estava especialitzada en els arbres i arbustos. Tanmateix, també va cobrir altres temes botànics.
La publicació començada el 1919 es publica trimestralment fins al 1990, el 1991 va sortir un suplement. Des de llavors, la revista ha estat editada de forma discontínua.